# 4742 Caliumi
A 4742 Caliumi (ideiglenes jelöléssel 1986 WG) a Naprendszer kisbolygóövében található aszteroida. Osservatorio San Vittore fedezte fel 1986. november 26-án.